# 徐豁
徐豁（378年—428年），字萬同，东莞郡姑幕县（今山东省诸城市）人，晉朝太子左衞率徐邈之子，中散大夫徐廣之侄。
晉安帝隆安末年，徐豁擔任太學博士。桓玄控制朝政時將徐豁免官。桓玄被劉裕擊敗後，徐豁先後擔任祕書郎、尚書倉部郎、右軍何無忌功曹、鎮南參軍、祠部、永世令、建武司馬、中軍參軍、尚書左丞。永初初年，擔任徐羨之鎮軍司馬、尚書左丞、山陰令。
元嘉初年，擔任始興太守。元嘉五年（428年），在上任持節、督廣交二州諸軍事、寧遠將軍、平越中郎將、廣州刺史前去世，時年五十一歲。

## 延伸阅读
[在维基数据编辑]
 《宋書/卷92》，出自沈约《宋书》